# Jagstzell
Jagstzell è un comune tedesco di 2 335 abitanti situato nel land del Baden-Württemberg.
Il suo territorio è bagnato dal fiume Jagst.